# Шведська добровольча бригада

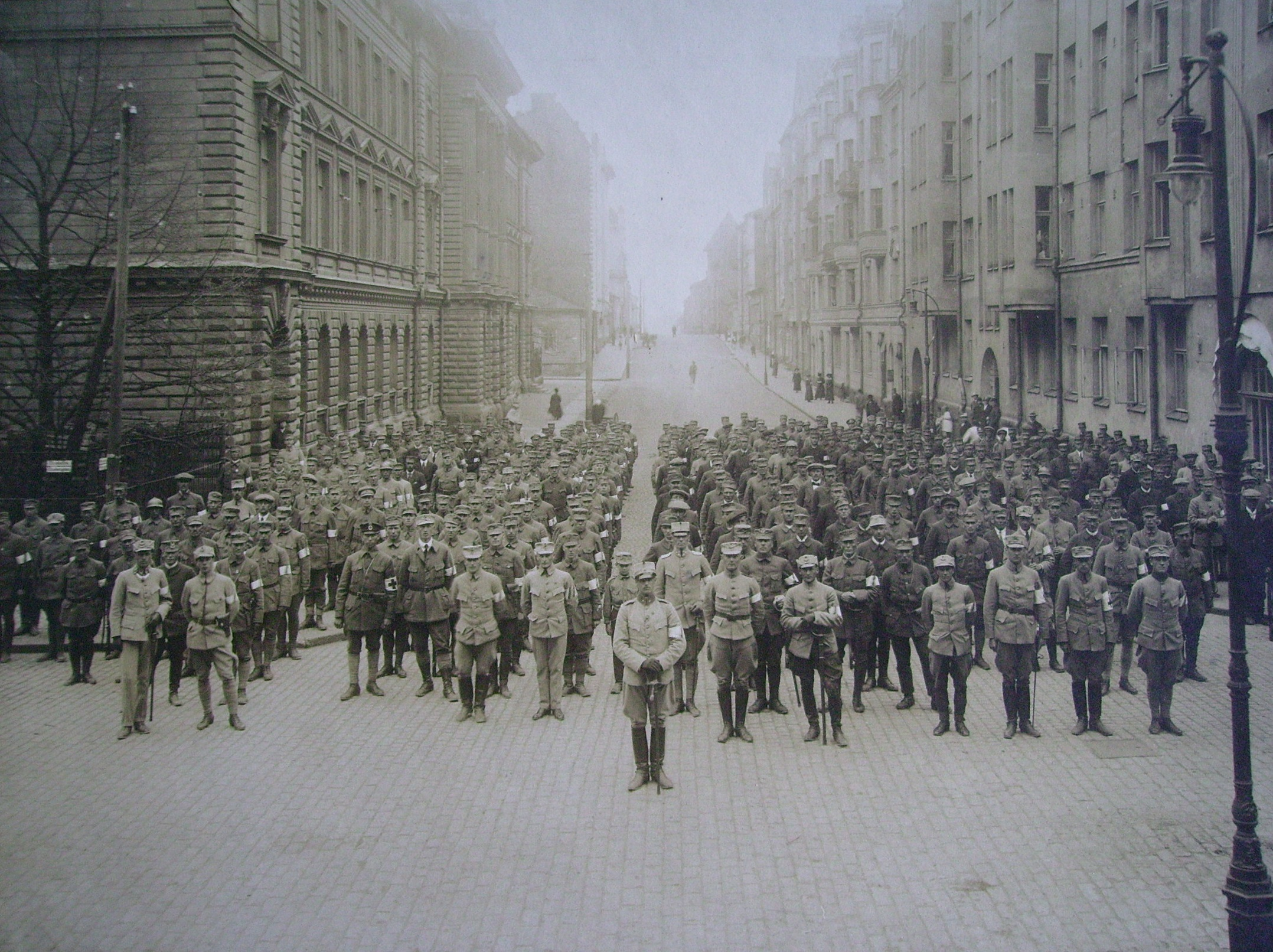
Шведська бригада в Гельсінкі у 1918 році

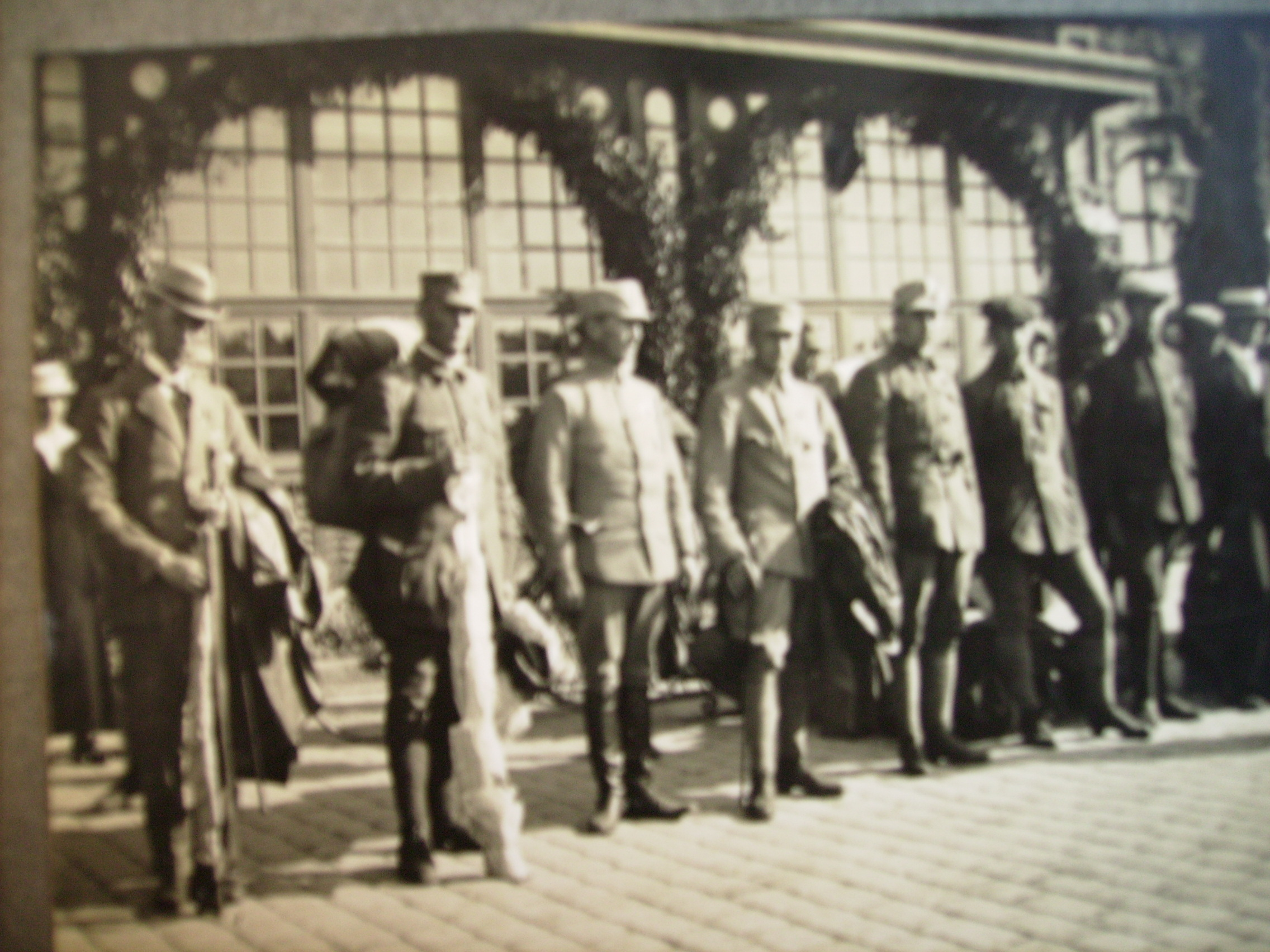
Шведська бригада на Центральному вокзалі Гетеборга У червні 1918 року після повернення з громадянської війни

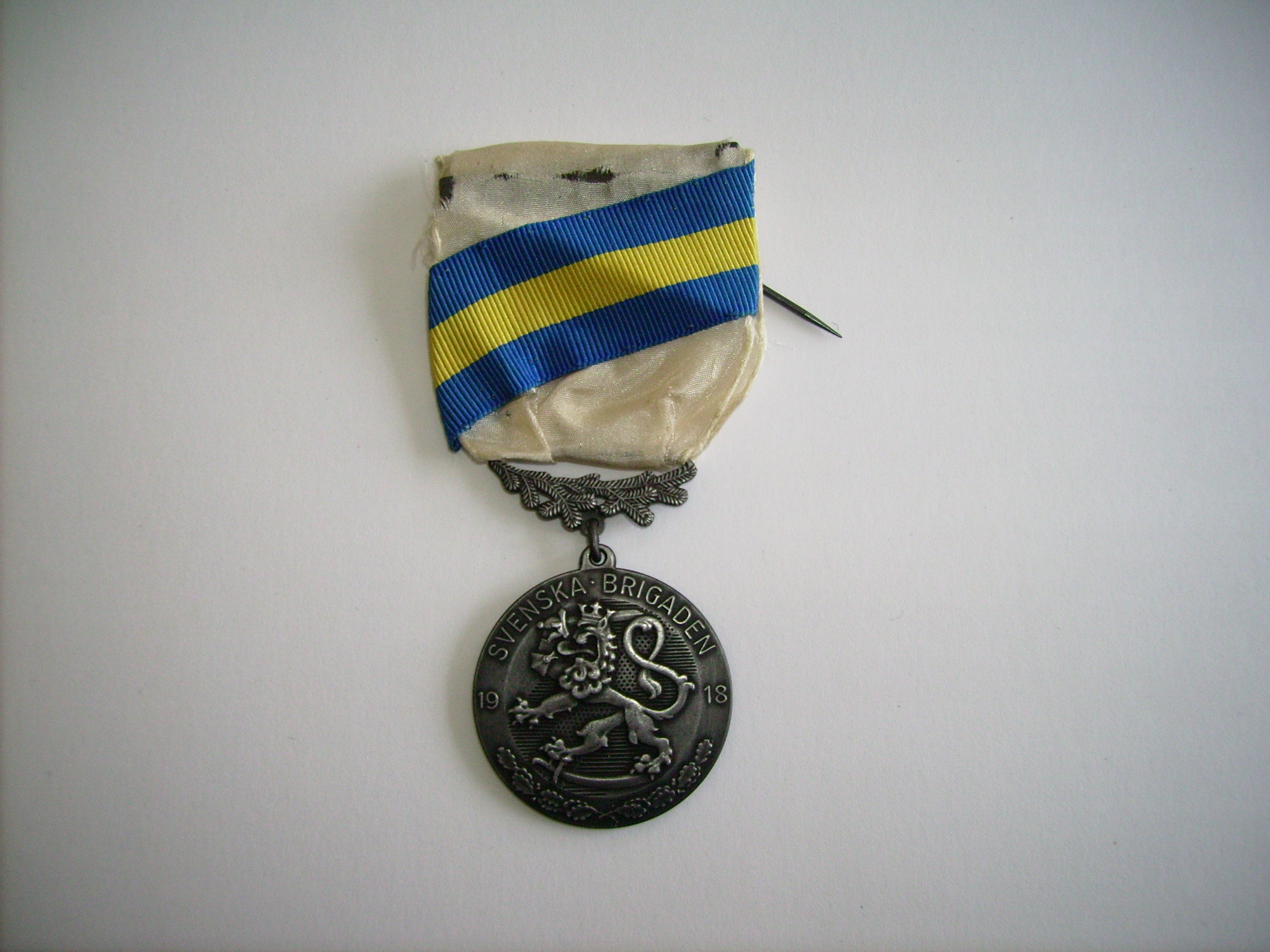
Медаль солдата шведської бригади

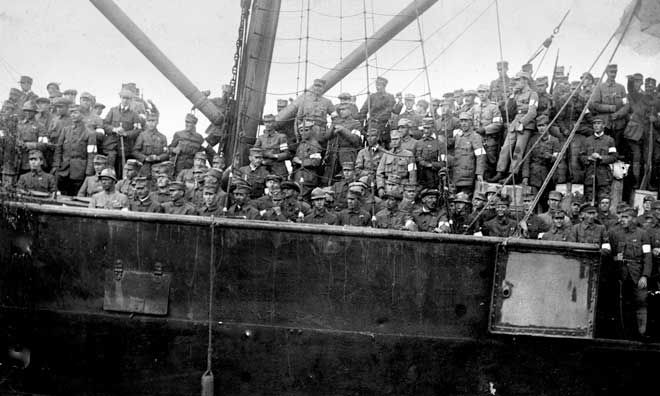
Шведська бригада повертається додому з Громадянської війни 1918 року

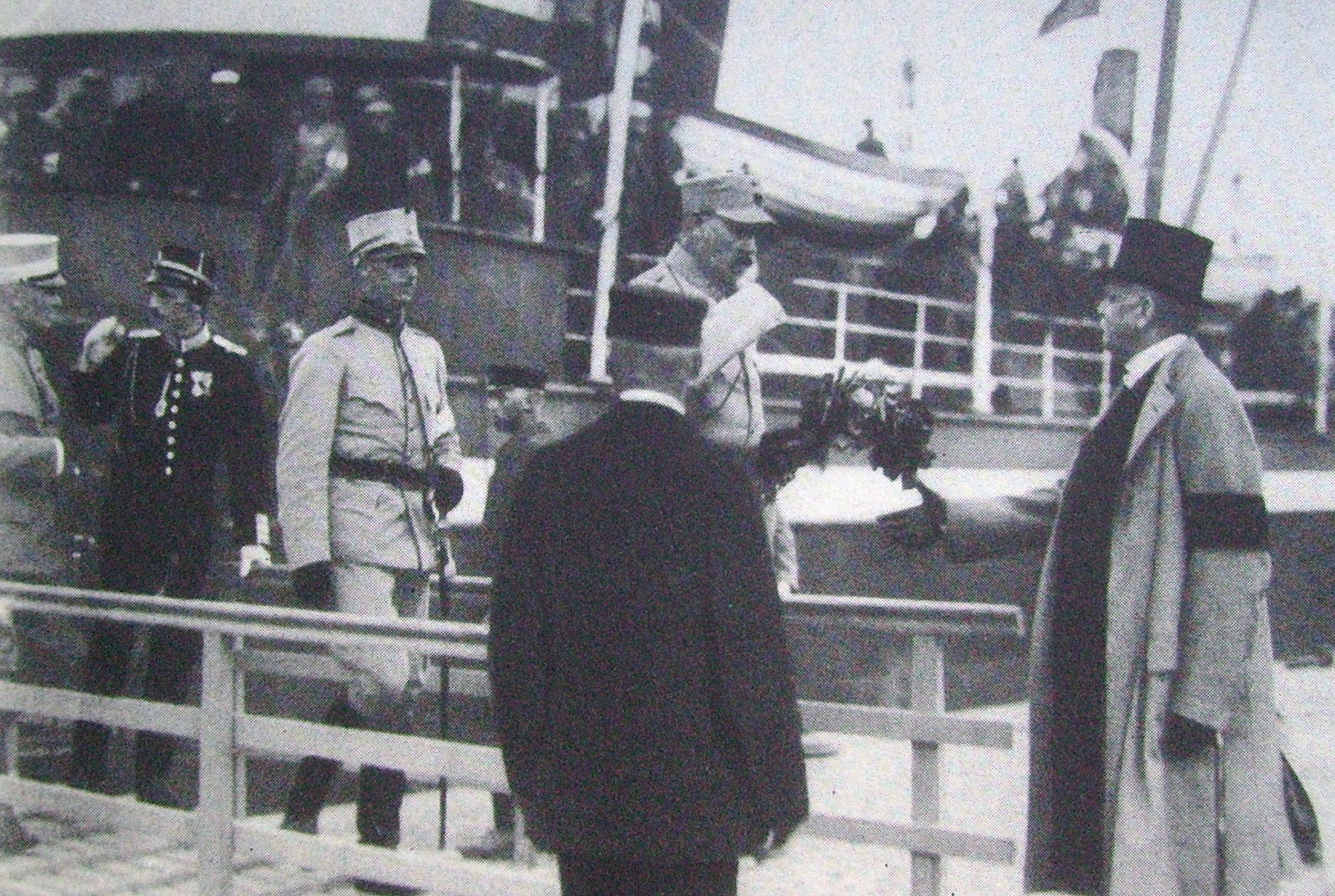
Харальд Хялмарсон і Свен Палме зустрічаються на Скопсброкяйен у Стокгольмі

Шведська бригада (швед. Svenska brigaden, фін. Ruotsalainen prikaati) – сухопутний військовий підрозділ, створений шведами під час фінської громадянської війні у першій половині 1918 року.
Після початку битв між білими і червоними у січні 1918 року, у Стокгольмi був заснований комітет, який пропагував співпрацю і допомогу фінам. З його ініціативи на початку травня була сформована добровольча Шведська бригада у складі трьох батальйонів піхоти загальним числом близько 400 чоловік. Її очолив офіцер запасу артилерійського полку Upplands капітан Гаймар Фрізель. Після прибуття до Фінляндії бригада була розміщена у Торніо, a потім в Оулу. В той час бригада нараховувала приблизно 1 тисячу 100 солдат.
Згодом частина бригади обороняла вище командування білих, а інша частина брала участь у битві за Темпере. 28 травня частини переміщені до Мессуакулаа. Наступного дня новим керівником бригади став А.Г. Сендберш. Під час важких боїв на горі Калева загинув командир 2-го батальйону Фолье Беніх-Бйоркман. Шведів врятувала атака фінського 2 полку Єгерів майора Габріеля фон Бенсдорфа. 9 квітня, після короткого відпочинку бригада увійшла до складу Західної армії. 17 квітня її начальником став Lars V. Runeberg. У цей час бригада вела бої з відступаючими військами червоної гвардії Фінляндії у районі Гямеенлінна, а потім Валкеакоскі. 29 квітня під Hauho шведські добровольці зустрілися з німецькими військами.
16 травня, наприкінці громадянської війни Шведська бригада брала участь в урочистому параді військ білої гвардії вулицями Гельсінкі. Керував підрозділом майор Eric Allan Winge. Під кінець травня велика кількість шведів повернулись додому. 30 травня вони були урочисто прийняті на стадіоні в Стокгольмі. Наступного дня частина була розформована.